# Oráčov
Oráčov (en allemand : Woratschen) est une commune du district de Rakovník, dans la région de Bohême-Centrale, en République tchèque. Sa population s'élevait à 379 habitants en 2020.

## Géographie
Oráčov se trouve à 11 km au sud-est de Petrohrad, à 13 km à l'ouest de Rakovník et à 62 km à l'ouest du centre de Prague.
La commune est limitée par Hořovičky au nord, par Kolešovice, Švihov, Pšovlky et Řeřichy à l'est, par Velká Chmelištná au sud et par Jesenice à l'ouest.

## Histoire
La première mention écrite de la localité date de 1295.

## Administration
La commune se compose de deux quartiers :
- Klečetné
- Oráčov

## Transports
Par la route, Oráčov se trouve à 14,5 km de Rakovník, à 19 km de Petrohrad et à 74 km du centre de Prague.